# Ford Consul Classic
Ford Consul Classic är en personbil, tillverkad av biltillverkaren Fords brittiska dotterbolag mellan 1961 och 1963.

## Ford Consul Classic
Ford of Britain introducerade Consul Classic för att överbrygga gapet mellan lilla Anglia och stora Consul. Bilen hade en USA-inspirerad formgivning med dubbla strålkastare och fenor på bakskärmarna. Bakrutan lutade inåt som på Anglian, ett stildrag som hämtats från koncernbröderna Lincoln och Mercury. Ett år efter Classic-modellen introducerades coupé-modellen Capri.
Efter det första året fick Consul Classic en större motor, men trots det sålde bilen sämre än förväntat. Efter två år ersattes modellen av den mer konventionellt formgivna Corsair.

## Motor
| Modell | Årsmodell | Motor              | Cylindervolym | Effekt | Bränslesystem   |
| ------ | --------- | ------------------ | ------------- | ------ | --------------- |
| 109E   | 1962      | 4-cyl radmotor ohv | 1340 cm³      | 55 hk  | Enkel förgasare |
| 116E   | 1963      | 4-cyl radmotor ohv | 1498 cm³      | 60 hk  | Enkel förgasare |